# روني بوروكارا
روني بوروكارا (بالفنلندية: Roni Porokara)‏ (مواليد 12 ديسمبر 1983 في هلسنكي) لاعب كرة قدم فنلندي دولي يجيد اللعب في خط الوسط . يلعب حاليا لصالح نادي أوريبرو السويدي منذ 2008 .

## روابط خارجية
- روني بوروكارا على موقع الاتحاد الدولي (مؤرشف)  (الإنجليزية)
- روني بوروكارا على موقع الاتحاد الأوربي (الإنجليزية)
- روني بوروكارا على موقع قاعدة بيانات كرة القدم.إي يو (الإنجليزية)
- روني بوروكارا على موقع ناشيونال فوتبول تيمز (الإنجليزية)
- روني بوروكارا على موقع Soccerway.com (الإنجليزية)
- روني بوروكارا على موقع عالم كرة القدم.نت (الإنجليزية)
- روني بوروكارا على موقع كووورة
- روني بوروكارا على موقع AS.com (الإسبانية)